# Émile Ninnin
Émile Ninnin (20 november 1912) is een Belgische voormalige atleet, die gespecialiseerd was in het speerwerpen. Hij werd viermaal Belgisch kampioen.

## Biografie
Ninnin werd tussen 1939 en 1942 driemaal opeenvolgend Belgisch kampioen speerwerpen. In 1946 volgde een vierde titel.
Ninnin was aangesloten bij Charleroi Sporting Club.

## Belgische kampioenschappen
| onderdeel   | jaar                   |
| ----------- | ---------------------- |
| speerwerpen | 1939, 1941, 1942, 1946 |

## Palmares
speerwerpen
- 1932:  BK AC - 50,33 m
- 1934:  BK AC - 51,55 m
- 1935:  BK AC - 54,27 m
- 1939:  BK AC - 53,70 m
- 1941:  BK AC - 51,21 m
- 1942:  BK AC - 51,26 m
- 1945:  BK AC - 51,25 m
- 1946:  BK AC - 51,89 m
- 1947:  BK AC - 49,65 m